# 天野良春のラジオクルージング
天野良春のラジオクルージング（あまのよしはるのラジオクルージング）は、2004年3月29日〜2007年3月30日まで東海ラジオ放送で放送されていた平日夕方の情報番組。

## 放送時間
- ナイターシーズン 16:00 - 17:45
- ナイターオフシーズン 
  - 2004年・2005年 16:00 - 18:00　
  - 2006年 16:00 - 17:45

## 出演者

### メインパーソナリティー
- 天野良春（東海ラジオアナウンサー、当時）

### アシスタント（2006年10月 - 2007年3月30日）
- 月・金　山崎聡子（東海ラジオアナウンサー、当時）
- 火・木　佐藤友香（東海ラジオアナウンサー、当時）
- 水　川島葵（東海ラジオアナウンサー、当時）

#### 過去のアシスタント
通称「アイドルサポーター」と呼ばれた。
- 2004年4月 - 2005年3月担当 山崎聡子（月・火）、加納直子（水・金）
- 2005年4月 - 9月担当 渡部陽子（月曜）、鶴田美也子（火曜）、馬場美恵子（木曜）、浅田若菜（金曜）
- 2005年10月 - 2006年3月担当 小幡芙美（木曜）
- 2006年4月 - 2006年9月担当 山崎聡子（月曜）、川島葵（火曜）、高山佳織（水曜）、倉沢奈子（木曜）、佐藤友香（金曜）

## 主なコーナー
- ラジクル川柳 - いわゆる時事川柳。特にこの時間に紹介するのではなく、合間合間に紹介。なお17時30分頃に最優秀作を発表する。最優秀作には1000円分の商品券。
- ラジクルチェック - 今日のミニニュース、ちょっとした話題を取り上げる。
- 天野良春 下手・うた・心 - 紹介する3曲の共通キーワードを当てるコーナー。ただしレコード・CDを聴いてもらうわけではなく、天野アナウンサーが歌うのを聞いて答えるというもの。毎週水曜日17時前のコーナー。なお正解者の中から1名に2000円の商品券を進呈。
- ラジオくるくるリサーチ - いわゆる普通のテーマ投稿。抽選で1人に1000円分の商品券を進呈。
- くるくるマイク - 「くるくるリサーチ」の派生コーナーで、その日のテーマについて街頭でレポートドライバーがアンケートを行う。スタジオに寄せられる投稿とは回答の傾向が違うことが度々ある。
- どうですか歌謡曲 - スポンサーは他局と同じだが、内容は自社制作。なお月曜日は、「ふかやクッキング」を放送、（Portable Song!で放送されていたコーナー）その他の曜日は、ラジクル・チェック・チェックを放送。
- スポーツクルージング - スポーツニュースを届ける。提供：中部電力。
- セーフティーメッセージ - 愛知県警の女性職員が、交通安全に関する話題等をリスナーに届ける。16時台&17時台の交通情報のあとにそれぞれ放送されるコーナー。提供：キムラユニティー。

### 過去に放送されていたコーナー
- ラジクル・ピックアップソング - 毎回一つの年を取り上げ、その年のヒット曲を4曲かけている（2005年度下半期に放送）。

## 内包番組
- 川中美幸 人・うた・心（16:15頃、文化放送制作）
- ニュース・パレード（17:00、文化放送制作）
- ダイハツシンプル・ビューティ 黒木瞳 ホッとGoing（17:40頃、ニッポン放送制作）

## 過去のパーソナリティ
「ラジオクルージング」という番組自体は1999年4月にスタートしており、天野良春は4代目のメインパーソナリティである。
- 第1期「ラジオクルージング」（1999年4月 - 2000年3月）
  - パーソナリティ：小島一宏（月 - 水）、源石和輝（木・金）　
  - アシスタント：相羽としえ（月・火）、佐藤友香（水・木）、青山紀子（金）
- 第2期「あんびるとよぞう ラジオクルージング」（2000年4月 - 2001年3月）
  - パーソナリティ：あんびるとよぞう
- 第3期「多田木deいただき ラジオクルージング」（2001年4月 - 2004年3月）
  - パーソナリティ：多田木亮佑　
  - アシスタント：佐藤友香（2001年4月 - 2002年9月は水 - 金、2002年10月 - 2004年3月は月 - 金）、相羽としえ（2001年4月 - 2002年3月、月・火）、奈良まなみ（2002年4月 - 9月、月・火）
  - 番組とサークルKがタイアップを組んで名古屋の有名な中華料理店・ピカイチのまかないであったものを商品化した『まかない丼』を発売したことがあるが、スーパーテレビ情報最前線（日テレ系列）のコンビニ特集で開発の裏側などが紹介された。
- 第4期「天野良春のラジオクルージング」（2004年4月 - 2007年3月）